# 侍讀學士
侍讀學士，中國在明、清二朝中央政府官職之一，品等明朝为从五品，清朝為從四品。

## 歷史沿革
該官職主要配置於內閣或翰林院，任務為文史修撰，編修與檢討，其上為掌院學士。1910年代，清朝滅亡後，該官職廢除。